# Sericoides dubia
Sericoides dubia är en skalbaggsart som beskrevs av Germain 1863. Sericoides dubia ingår i släktet Sericoides och familjen Melolonthidae. Inga underarter finns listade i Catalogue of Life.